# Йохан Ернст фон Шьонбург-Глаухау
Йохан Ернст фон Шьонбург-Глаухау (на немски: Johann Ernst Graf von Schönburg-Glauchau/Hinterglauchau; * 4 март 1726; † 1 юли 1806) е граф и господар на Шьонбург-Хинтерглаухау в Курфюрство Саксония. Той е главен лесничей (оберфорстмайстер) на Графство Мансфелд.

## Произход и управление
Той е най-малкият син на граф Ото Ернст фон Шьонбург (1681 – 1746), господар на Шьонбург-Хинтерглаухау, и съпругата му графиня Вилхелмина Кристиана фон Золмс-Зоненвалде (1692 – 1772, Калау, погребана в Любенау), дъщеря на граф Хайнрих Вилхелм II фон Золмс-Зоненвалде (1668 – 1718) и фрайин Йохана Маргарета от Фризия (1671 – 1694).
Йохан Ернст и по-големите му братя граф Хайнрих Ернст фон Шьонбург-Роксбург (1711 – 1777/1778) и граф Албрехт Кристиан Ернст фон Шьонбург (1720 – 1799) поемат през 1746 г. заедно господството Хинтерглаухау. През 1751 г. брат му Албрехт Кристиан Ернст поема сам господството Хинтерглаухау след заплащане на 40 000 талера на братята си.
Йохан Ернст умира бездетен на 80 години на 1 юли 1806 г.

## Фамилия
Първи брак: с Хенриета Юлия фон Вайсенбах (* 14 септември 1715; † 23 декември 1783). Бракът е бездетен.
Втори брак: на 22 октомври 1784 г. в Щолберг с графиня Луиза Шарлота фон Щолберг-Щолберг (* 16 ноември 1746, Щолберг; † 5 април 1811), дъщеря на граф Кристоф Лудвиг II фон Щолберг-Щолберг (1703 – 1761) и графиня Луиза Шарлота фон Щолберг-Росла (1716 – 1796). Бракът е бездетен.